# Pachymenes violaceus
Pachymenes violaceus är en stekelart som beskrevs av Schulthess. Pachymenes violaceus ingår i släktet Pachymenes och familjen Eumenidae. Inga underarter finns listade i Catalogue of Life.